# Lars Mousing
Lars Mousing Nielsen, né le 4 mars 1992 à Copenhague, est un joueur de handball danois évoluant au poste de pivot. Il joue actuellement au Skanderborg Aarhus Håndbold.

## Biographie
Lars Mousing est formé à l'Ajax Copenhague. En 2011, il remporte le Championnat du Monde jeunes (- 19 ans) avec le Danemark. Il joue en Coupes d'Europe avec Holstebro, en Coupe EHF et en Ligue des Champions, atteignant la demi-finale de la Coupe EHF en 2019.
Il rejoint ensuite le Ribe-Esbjerg HH. Au terme de sa première saison, il s'engage avec Chambéry, ce qui sera sa première expérience à l'étranger.

## Palmarès

### En club
- Coupe EHF
  - Demi-finaliste en 2019
- Finaliste de la Coupe de la Ligue (1) : 2022

### En équipe nationale
Equipe du Danemark jeunes
- Médaille d'or au Championnat du monde jeunes en 2011